# Willy Huber
Wilhelm Huber, noto come Willy Huber (Zurigo, 17 dicembre 1913 – 19 agosto 1998), è stato un calciatore svizzero, di ruolo portiere.

## Palmarès

### Club

#### Competizioni nazionali
- Campionato svizzero: 4

Grasshoppers: 1936-1937, 1938-1939, 1941-1942, 1942-1943
- Coppa Svizzera: 5

Grasshoppers: 1936-1937, 1937-1938, 1939-1940, 1940-1941, 1941-1942